# ديفيد إل. برينارد
ديفيد إل. برينارد (بالإنجليزية: David Legge Brainard)‏ هو مستكشف أمريكي، ولد في 21 ديسمبر 1856 في نورواي في الولايات المتحدة، وتوفي في 22 مارس 1946 في واشنطن العاصمة في الولايات المتحدة.